# تراین ۳: آثار قدرت
تراین ۳: آثار قدرت (به انگلیسی: Trine 3: The Artifacts of Power) یک بازی ویدئویی در سبک سکوبازی و معمایی است که توسط شرکت فنلاندی فروزن‌بایت ساخته شده و در ۲۰ اوت ۲۰۱۵ برای مایکروسافت ویندوز منتشر شده‌است. این سومین قسمت در سری بازی‌های تراین است که دنباله تراین ۲ به‌شمار می‌رود. این اولین نسخه در این سری به حساب می‌آید که از ویژگی‌های کامل ۳ دی در روندبازی پشتیبانی می‌کند.